# Hermann Brunner (Maler, 1871)
Hermann Brunner, auch Hermann Jakob Brunner (* 31. Juli 1871 in Waldshut-Tiengen; † 1951 in Muri) war ein Schweizer Grafiker, Maler, Zeichner, Werbegrafiker, Illustrator und Kunstpädagoge.

## Leben und Werk
Hermann Brunner schloss die Primarschule in Lenzburg ab. Anschliessend besuchte er für vier Jahre die Bezirksschule, wo er im Zeichnen von Theophil Glinz unterrichtet wurde. Von 1888 bis 1892 absolvierte Hermann Brunner eine Lehre für gewerbliche Grafik an der Zeichenabteilung von Orell Füssli in Zürich.
Von 1891 bis 1894 war Hermann Brunner Hospitant an der Kunstgewerbeschule Zürich, davon zwei Jahre als Assistenzlehrer von Professor Freytag. 1893/1894 belegte er Anatomie- und Aktzeichenkurse bei Professor Graf an der ETH Zürich. Zwischen 1894 und 1909 wohnte und arbeitete er abwechselnd in München und Zürich.
In München war er als Obmann unter H. Schildknecht an der Weinholdt’schen Privatschule von 1906 bis 1908 tätig, danach bis 1909 in der Radierklasse von Peter Halm an der Münchner Kunstakademie. Hermann Brunner entwarf für deutsche und zeitweise auch für schweizerische Firmen Prospekte und Plakate. 1924 gestaltete er Bundesfeierpostkarten. 
Von 1922 bis 1925 zeichnete Hermann Brunner für Gustav Hegi die Illustrierte Flora von Mittel-Europa.